# Новки (селище, Владимирська область)
Новки (рос. Новки) — селище у Камєшковському районі Владимирської області Російської Федерації.
Входить до складу муніципального утворення Бризгаловське сільське поселення. Населення становить 1616 осіб (2010).

## Історія
Населений пункт розташований на землях фіно-угорського народу мещери.
Від 1940 року належить до Камєшковського району. Спочатку у складі Івановської області, а від 1944 року — Владимирської області.
Згідно із законом від 11 травня 2005 року входить до складу муніципального утворення Бризгаловське сільське поселення.

## Населення
| 1905 | 1926 | 1970  | 1979  | 1989  | 2002  | 2010  |
| ---- | ---- | ----- | ----- | ----- | ----- | ----- |
| 50   | ↗298 | ↗2782 | ↘2632 | ↘1902 | ↘1697 | ↘1616 |